# 隅田川站
隅田川站（日语：／ Sumidagawa Eki */?）是一位於東京都荒川區，屬於日本貨物鐵道（JR貨物）及東日本旅客鐵道（JR東日本）的車站，車站編號為4450。本站與位於品川區的東京貨物總站構成了東京都內的兩大貨物車站。隅田川站主要是處理來自東北地方及新潟縣、經東北本線及上越線的貨運列車。部份會在卸貨及繼續前往東京貨物總站。
隅田川站與南千住站十分接近，不過由於隅田川站的設計為頭端式設計，所有列車均只能從三河島站的轉轍器進入，南千住站並沒有任何連絡路軌可以與本站相接。

## 相鄰車站
日本貨物鐵道
常磐線貨物支線（隅田川貨務線）
三河島－隅田川站（貨）